# دوبيازة

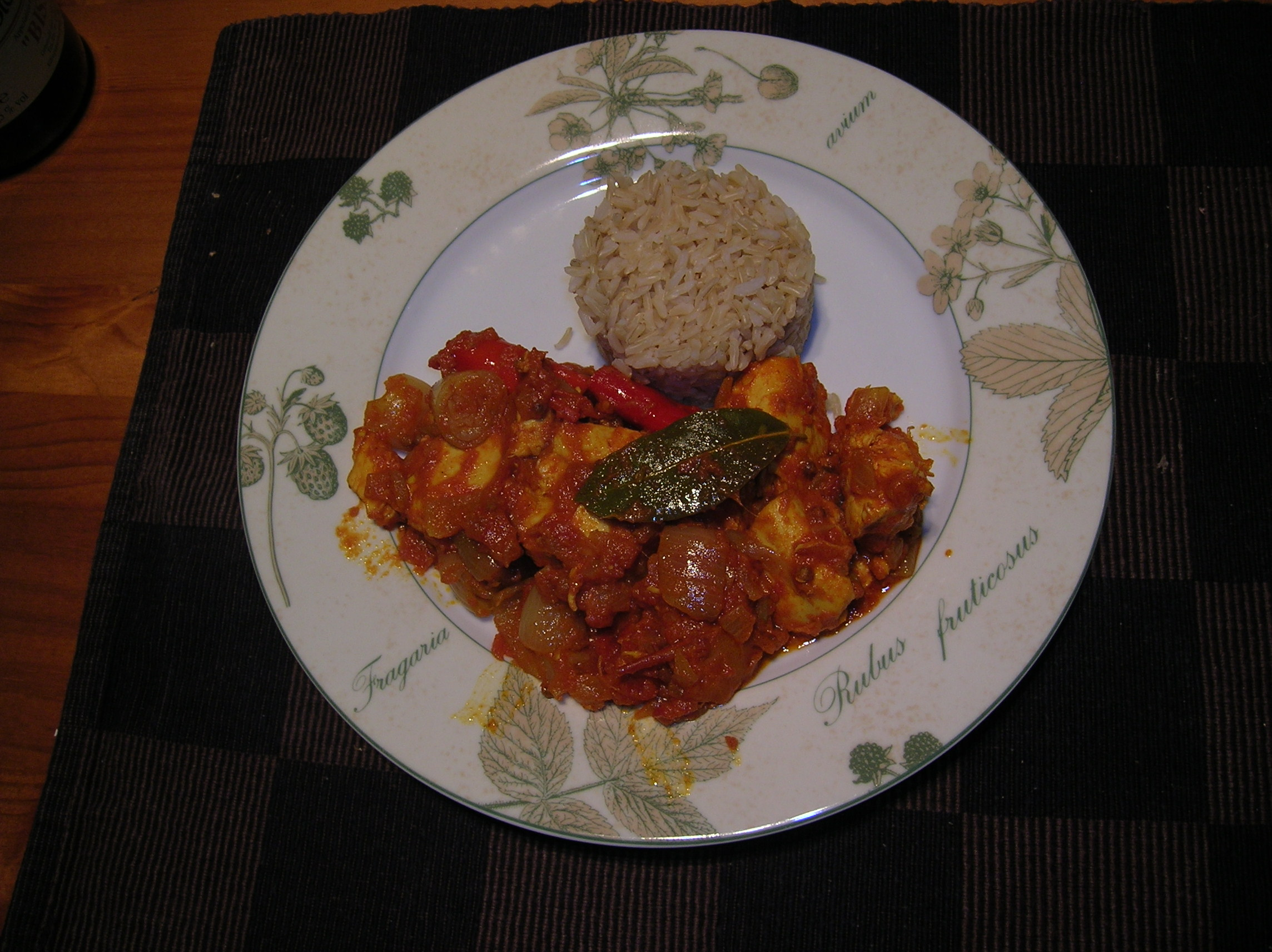
طبق دوبيازة بالدجاج مع الرز

دوبيازة (بالفارسية: دوپيازه) وتعني بالفارسية "بَصَلَتَين"، هو اسم طَبَقَين منفصلين أحدهما في إيران والآخر في جنوب آسيا. ويتم تحضيره من عدد من البصلات التي تُطبخ مع التوابل والكاري، يضاف البصل على مرحلتين أثناء الطهي. ومن هنا جاءت التسمية. ويتكون الطبق في العادة من اللحم سواء كان بقرياً أو لحم ضأن أو دجاج أو الجمبري، ومع ذلك يمكن تحضيره بمكونات نباتية فقط.

## التاريخ
يعود أصل طبق دوبيازة إلى إقليم خراسان الكبرى التاريخي والذي كان يضم اجزاءاً واسعة من افغانستان وإيران وتركمنستان، وتم إدخاله إلى جنوب آسيا بواسطة المغول، وأصبح طبقاً شعبياً في الهند وباكستان والعديد من الدول الأخرى حول العالم، واصبح من الأطباق الرئيسية في المطبخ المغولي.

## الدوبيازة الإيرانية
الدوبيازة هي الطبق التقليدي في شيراز، ويمكن ان يُصنع من لحم الضأن أو البقر أو الدجاج أو الروبيان المُقطع بشكل مكعبات أو شرائح، إضافة إلى البطاطا وكميات كبيرة من شرائح البصل.
وهناك طبق دوبيازة آلو، وكلمة آلو تعني بالفارسية الخوخ أو البرقوق، وهو مصطلح يستخدم في اللهجة الفارسية الشيرازية ويعني البطاطا.

## المكونات
مثل الكثير من أطباق حيدر آباد فإن إضافة النكهات الحامضة هو الجزء المهم في إعداد طبق دوبيازة، ويتم استخدام المانجو كما يمكن إضافة عصير الليمون أو التوت البري.
المكونات الأساسية لإعداد الدوبيازة هي الدجاج أو باقي أنواع اللحم، البصل، الزنجبيل، الثوم المسحوق، توابل حارة وتشمل الهال والقرنفل والفلفل والملح ومسحوق الفلفل الحار.

## كيريكا دوبيازة
كيريكا دوبيازة هو أحد أنواع الدوبيازة الذي تشتهر به مدينة حيدر آباد في الهند، وهو من اطباق مطبخ حيدر آباد المعروفة، ويتم تحضير طبق كيريكا دوبيازة بطبخ لحم الضأن وإضافة المانجو الأخضر غير الناضج، إضافة إلى مواد الدوبيازة الأخرى وأهمها البصل وكذلك الطماطم والليمون وعنب الثعلب وهذه المواد تضفي النكهة الحامضية إلى الطبق.

## وصلات خارجية
- طريقة تحضير دوبيازة بالبطاطا